# Liste der Mitglieder des Provinziallandtags der Provinz Sachsen (1888–1893)
Diese Liste gibt einen Überblick über die Mitglieder des Provinziallandtags der preußischen Provinz Sachsen in der Wahlperiode 1888 bis 1893.

## Allgemeines
Dies war der dritte Landtag, der nach der Provinzialordnung für die Provinzen Preußen, Brandenburg, Pommern, Schlesien und Sachsen vom 29. Juni 1875 gewählt wurde. Ausscheidende Abgeordnete wurden per Nachwahl ergänzt. Da die Liste den Stand 1888 reflektiert, fehlen die Abgeordnetenveränderungen während der Wahlperiode.
Präsident des Landtags war Otto zu Stolberg-Wernigerode.

## Liste der Abgeordneten
| Regierungsbezirk           | Wahlkreis               | Abgeordneter                                                                                | Anmerkung |
| -------------------------- | ----------------------- | ------------------------------------------------------------------------------------------- | --- |
| Regierungsbezirk Magdeburg | Aschersleben            | Bürgermeister Gustav Brecht zu Quedlinburg                                                  | |
| Regierungsbezirk Magdeburg | Aschersleben            | Amtsrat Weydemann zu Hausneindorf                                                           | |
| Regierungsbezirk Magdeburg | Aschersleben            | Oberbürgermeister Paul Michaelis zu Aschersleben                                            | |
| Regierungsbezirk Magdeburg | Calbe a./S.             | Amtsrat Adolph von Dietze zu Barby                                                          | |
| Regierungsbezirk Magdeburg | Calbe a./S.             | Bürgermeister Hermann Fiedler zu Staßfurt                                                   | |
| Regierungsbezirk Magdeburg | Calbe a./S.             | Amtsvorsteher Bethge zu Eggersdorf                                                          | |
| Regierungsbezirk Magdeburg | Gardelegen              | Landrat Jacob von Gerlach zu Gardelegen                                                     | |
| Regierungsbezirk Magdeburg | Gardelegen              | Bürgermeister Julius Beck zu Gardelegen                                                     | |
| Regierungsbezirk Magdeburg | Gardelegen              | Kreisdeputierter und Rittergutsbesitzer von Goßler zu Zichtau                               | |
| Regierungsbezirk Magdeburg | Halberstadt             | Bürgermeister Gustav Bödcher zu Halberstadt                                                 | |
| Regierungsbezirk Magdeburg | Halberstadt             | Landrat Meyer zu Halberstadt                                                                | |
| Regierungsbezirk Magdeburg | Halberstadt             | Landwirt Carl Polland zu Rohrsheim                                                          | |
| Regierungsbezirk Magdeburg | Jerichow I              | Erbschenk im Herzogtum Magdeburg Hilmar vom Hagen                                           | |
| Regierungsbezirk Magdeburg | Jerichow I              | Landrat Wilhelm von Hegel zu Burg                                                           | Wechselte 1890 als Geheimer Regierungsrat ins Kultusministerium. Nachfolger wurde Karl Statius von Münchhausen                      |
| Regierungsbezirk Magdeburg | Jerichow I              | Landrat Karl Statius von Münchhausen zu Burg                                                | wurde 1890 als Nachfolger von Wilhelm von Hegel gewählt. Starb 1893, Nachfolger wurde Erster Bürgermeister Ferdinand Kruspi zu Burg |
| Regierungsbezirk Magdeburg | Jerichow I              | Erster Bürgermeister Ferdinand Kruspi zu Burg                                               | wurde 1893 für den verstorbenen Karl Statius von Münchhausen gewählt                                                                |
| Regierungsbezirk Magdeburg | Jerichow I              | Amtsvorsteher Modde zu Wehrden                                                              | |
| Regierungsbezirk Magdeburg | Jerichow II             | Landrat Graf Ludwig von Wartensleben zu Genthin                                             | |
| Regierungsbezirk Magdeburg | Jerichow II             | Bürgermeister Garlipp zu Sandau                                                             | |
| Regierungsbezirk Magdeburg | Jerichow II             | Schulze Gabriel zu Zerben                                                                   | |
| Regierungsbezirk Magdeburg | Stadtkreis Magdeburg    | Oberbürgermeister Friedrich Bötticher in Magdeburg                                          | |
| Regierungsbezirk Magdeburg | Stadtkreis Magdeburg    | Stadtverordnetenvorsteher Conrad Listemann zu Magdeburg                                     | |
| Regierungsbezirk Magdeburg | Stadtkreis Magdeburg    | Stadtrat Julius Voigtel zu Magdeburg                                                        | |
| Regierungsbezirk Magdeburg | Stadtkreis Magdeburg    | Stadtrat Wilhelm Hauswald zu Magdeburg                                                      | |
| Regierungsbezirk Magdeburg | Stadtkreis Magdeburg    | Bürgermeister Born zu Magdeburg                                                             | |
| Regierungsbezirk Magdeburg | Neuhaldensleben         | Landrat Friedrich Joachim von Alvensleben zu Neuhaldensleben                                | |
| Regierungsbezirk Magdeburg | Neuhaldensleben         | Bürgermeister a. D. Werner Sachse zu Neuhaldensleben                                        | |
| Regierungsbezirk Magdeburg | Neuhaldensleben         | Gutsbesitzer Adolf Tangermann zu Belsdorf                                                   | |
| Regierungsbezirk Magdeburg | Osterburg               | Landrat von Ernst von Jagow zu Osterburg                                                    | |
| Regierungsbezirk Magdeburg | Osterburg               | Rittergutsbesitzer, Deichhauptmann Weycke zu Niesfelde                                      | |
| Regierungsbezirk Magdeburg | Oschersleben            | Landrat a. D. Alexander von Asseburg-Neindorf zu Oschersleben                               | |
| Regierungsbezirk Magdeburg | Oschersleben            | Majoratsherr Maximilian von Asseburg-Hornhausen zu Gunsleben                                | |
| Regierungsbezirk Magdeburg | Oschersleben            | Amtsrat Meyer zu Kloster-Adersleben                                                         | |
| Regierungsbezirk Magdeburg | Salzwedel               | Landrat Werner von der Schulenburg zu Salzwedel                                             | |
| Regierungsbezirk Magdeburg | Salzwedel               | Bürgermeister Schulz zu Salzwedel                                                           | |
| Regierungsbezirk Magdeburg | Salzwedel               | Landwirt Wiechmann zu Baars                                                                 | |
| Regierungsbezirk Magdeburg | Stendal                 | Landrat Ludolf von Bismarck zu Stendal                                                      | |
| Regierungsbezirk Magdeburg | Stendal                 | Ortsschulze Kahrstedt zu Hüselitz                                                           | |
| Regierungsbezirk Magdeburg | Stendal                 | Bürgermeister Otto Wilhelm Theodor Werner zu Stendal                                        | |
| Regierungsbezirk Magdeburg | Wanzleben               | Amtsvorsteher Albert Löber zu Diesdorf                                                      | |
| Regierungsbezirk Magdeburg | Wanzleben               | Rittergutsbesitzer Koehne zu Domersleben                                                    | |
| Regierungsbezirk Magdeburg | Wanzleben               | Landrat Hans Ludolf von Kotze zu Wanzleben                                                  | |
| Regierungsbezirk Magdeburg | Wernigerode             | Graf Otto zu Stolberg-Wernigerode zu Wernigerode                                            | |
| Regierungsbezirk Magdeburg | Wernigerode             | Landrat Rudolph Elvers zu Wernigerode                                                       | |
| Regierungsbezirk Magdeburg | Wolmirstedt             | Fabrikbesitzer Gottfried Graeger zu Barleben                                                | |
| Regierungsbezirk Magdeburg | Wolmirstedt             | Landrat Oskar von Hasselbach zu Wolmirstedt                                                 | |
| Regierungsbezirk Merseburg | Bitterfeld              | Landrat Hans von Bodenhausen zu Bitterfeld                                                  | |
| Regierungsbezirk Merseburg | Bitterfeld              | Bürgermeister Robert Sommer zu Bitterfeld                                                   | |
| Regierungsbezirk Merseburg | Bitterfeld              | Amtsvorsteher Graßhof zu Glebitzsch                                                         | |
| Regierungsbezirk Merseburg | Delitzsch               | Landrat und Rittergutsbesitzer Wilhelm von Rauchhaupt zu Storckwitz                         | |
| Regierungsbezirk Merseburg | Delitzsch               | Bürgermeister Emil Schrecker zu Eilenburg                                                   | |
| Regierungsbezirk Merseburg | Delitzsch               | Amtsvorsteher Schöley zu Niederossig                                                        | |
| Regierungsbezirk Merseburg | Eckartsberga            | Rittergutsbesitzer Heino von Münchhausen zu Herrengosserstedt                               | |
| Regierungsbezirk Merseburg | Eckartsberga            | Schulze und Amtsvorsteher Scherre zu Leubingen                                              | |
| Regierungsbezirk Merseburg | Stadtkreis Halle        | Oberbürgermeister a. D. Franz von Voß zu Halle                                              | |
| Regierungsbezirk Merseburg | Stadtkreis Halle        | Oberbürgermeister Gustav Staude zu Halle (Saale)                                            | |
| Regierungsbezirk Merseburg | Stadtkreis Halle        | Regierungsrat a. D. Stadtverordneter Karl Gneist zu Halle (Saale)                           | |
| Regierungsbezirk Merseburg | Liebenwerda             | Landrat Ernst von Bredow zu Liebenwerda                                                     | |
| Regierungsbezirk Merseburg | Liebenwerda             | Bürgermeister Eduard Simon zu Liebenwerda                                                   | |
| Regierungsbezirk Merseburg | Mansfelder Gebirgskreis | Rittergutsbesitzer Freiherr Balduin von Eller-Eberstein zu Morungen                         | |
| Regierungsbezirk Merseburg | Mansfelder Gebirgskreis | Bürgermeister Jahr zu Hettstedt                                                             | |
| Regierungsbezirk Merseburg | Mansfelder Gebirgskreis | Vize-Oberjägermeister Graf von der Asseburg zu Meisdorf                                     | |
| Regierungsbezirk Merseburg | Mansfelder Seekreis     | Landrat Karl von Wedel-Piesdorf zu Eisleben                                                 | |
| Regierungsbezirk Merseburg | Mansfelder Seekreis     | Amtmann Wilhelm Spielberg zu Helbra                                                         | |
| Regierungsbezirk Merseburg | Mansfelder Seekreis     | Gutsbesitzer Carl Florstedt zu Herdersleben                                                 | |
| Regierungsbezirk Merseburg | Merseburg               | Amtsvorsteher Eduard Neubarth zu Wünschendorf                                               | |
| Regierungsbezirk Merseburg | Merseburg               | Bürgermeister Gottlieb Friedrich Wilhelm Reinefarth zu Merseburg                            | |
| Regierungsbezirk Merseburg | Merseburg               | Amtsrat Max von Zimmermann zu Benkendorf                                                    | |
| Regierungsbezirk Merseburg | Naumburg                | Landrat Max Barth zu Naumburg                                                               | |
| Regierungsbezirk Merseburg | Naumburg                | Bürgermeister a. D. Thorald Göbel zu Naumburg                                               | |
| Regierungsbezirk Merseburg | Querfurt                | Kammerherr Freiherr Eberhard von der Recke zu Berlin                                        | |
| Regierungsbezirk Merseburg | Querfurt                | Königlicher Kammerherr, Rittergutsbesitzer Graf von der Schulenburg zu Burgscheidungen      | |
| Regierungsbezirk Merseburg | Querfurt                | Rittergutsbesitzer Julius Hagenguth zu Rothenschirmbach                                     | |
| Regierungsbezirk Merseburg | Saalkreis               | Wirklicher Geheimer Rat Vollrath von Krosigk zu Poplitz                                     | |
| Regierungsbezirk Merseburg | Saalkreis               | Gutsbesitzer Emil Faulwasser zu Custrena                                                    | |
| Regierungsbezirk Merseburg | Saalkreis               | Gutsbesitzer Schönbrodt zu Osmünde                                                          | |
| Regierungsbezirk Merseburg | Sangerhausen            | Landrat Ludwig von Doetinchem de Rande zu Sangerhausen                                      | |
| Regierungsbezirk Merseburg | Sangerhausen            | Bürgermeister Moritz Knobloch zu Sangerhausen                                               | |
| Regierungsbezirk Merseburg | Sangerhausen            | Ökonom Gottschalk zu Wörsbach                                                               | Gottschalk verstarb 1898. Nachfolger wurde Otte                                                                                     |
| Regierungsbezirk Merseburg | Sangerhausen            | Gemeindevorsteher Otte zu Liedersdorf                                                       | Otte wurde Nachfolger des verstorbenen Gottschalk                                                                                   |
| Regierungsbezirk Merseburg | Schweinitz              | Landrat Julius von Bodenhausen zu Schweinitz                                                | |
| Regierungsbezirk Merseburg | Schweinitz              | Bürgermeister Kaul zu Herzberg                                                              | Das Handbuch der Provinz Sachsen, 1889, nennt das Mandat als vakant                                                                 |
| Regierungsbezirk Merseburg | Torgau                  | Landrat Georg Wilhelm Wiesand zu Torgau                                                     | |
| Regierungsbezirk Merseburg | Torgau                  | Bürgermeister Horn zu Torgau                                                                | |
| Regierungsbezirk Merseburg | Torgau                  | Gutsbesitzer Küstner zu Trossin                                                             | |
| Regierungsbezirk Merseburg | Weißenfels              | Rittergutsbesitzer Karl Eduard Tellemann zu Schkölen                                        | |
| Regierungsbezirk Merseburg | Weißenfels              | Bürgermeister Ackermann zu Hohenmölsen                                                      | |
| Regierungsbezirk Merseburg | Weißenfels              | Landrat Adolph von Richter zu Weißenfels                                                    | |
| Regierungsbezirk Merseburg | Wittenberg              | Landrat Kurt von Koseritz zu Wittenberg                                                     | |
| Regierungsbezirk Merseburg | Wittenberg              | Rittergutsbesitzer Bodo Wilke Freiherr von Bodenhausen zu Radis                             | |
| Regierungsbezirk Merseburg | Wittenberg              | Bürgermeister Dr. Schild zu Wittenberg                                                      | |
| Regierungsbezirk Merseburg | Zeitz                   | Landrat Johann Friedrich Winckler zu Zeitz                                                  | |
| Regierungsbezirk Merseburg | Zeitz                   | Bürgermeister Arnold zu Zeitz                                                               | |
| Regierungsbezirk Erfurt    | Stadtkreis Erfurt       | Oberbürgermeister Richard Breslau zu Erfurt                                                 | |
| Regierungsbezirk Erfurt    | Stadtkreis Erfurt       | Stadtrat, Kommerzienrat Ferdinand Lucius zu Erfurt                                          | |
| Regierungsbezirk Erfurt    | Stadtkreis Erfurt       | Bürgermeister Alfred Kirchhoff zu Erfurt                                                    | |
| Regierungsbezirk Erfurt    | Landkreis Erfurt        | Landrat Karl von Müffling genannt Weiß (Landrat) zu Erfurt                                  | |
| Regierungsbezirk Erfurt    | Landkreis Erfurt        | Amtsvorsteher Frankenhäuser zu Gispersleben                                                 | |
| Regierungsbezirk Erfurt    | Heiligenstadt           | Landrat Sittig von Hanstein zu Heiligenstadt                                                | |
| Regierungsbezirk Erfurt    | Heiligenstadt           | Bürgermeister Ernst Petri zu Heiligenstadt                                                  | |
| Regierungsbezirk Erfurt    | Grafschaft Hohenstein   | Landrat Eduard Wiprecht von Davier zu Nordhausen                                            | |
| Regierungsbezirk Erfurt    | Grafschaft Hohenstein   | Ökonom Wilhelm Apel jun. zu Bleicherode                                                     | |
| Regierungsbezirk Erfurt    | Langensalza             | Landrat Rudolf von Marschall zu Altengottern                                                | |
| Regierungsbezirk Erfurt    | Langensalza             | Bürgermeister Oskar Wiebeck zu Langensalza                                                  | |
| Regierungsbezirk Erfurt    | Mühlhausen              | Oberbürgermeister Dr. Bernhard Schweineberg zu Mühlhausen                                   | |
| Regierungsbezirk Erfurt    | Mühlhausen              | Geheimer Regierungsrat Levin Freiherr von Wintzingerode-Knorr zu Merseburg                  | |
| Regierungsbezirk Erfurt    | Mühlhausen              | Bürgermeister Hochbaum zu Treffurt                                                          | |
| Regierungsbezirk Erfurt    | Nordhausen (Stadt)      | Brauereibesitzer Gossel zu Nordhausen                                                       | |
| Regierungsbezirk Erfurt    | Nordhausen (Stadt)      | Rechtsanwalt Albert Träger zu Nordhausen                                                    | 1889 Mandat aus eigener Entschließung niedergelegt, Nachfolger: Adolf Grote (Biografie auf NordhausenWiki)                          |
| Regierungsbezirk Erfurt    | Schleusingen            | Landrat Werner Schotte zu Schleusingen                                                      | |
| Regierungsbezirk Erfurt    | Schleusingen            | Senator Otto Schlegelmilch zu Suhl                                                          | |
| Regierungsbezirk Erfurt    | Weißensee               | Landrat Lothar von den Brincken zu Weißensee                                                | |
| Regierungsbezirk Erfurt    | Weißensee               | Rittergutsbesitzer und Kreisdeputierter Dr. Robert Lucius von Ballhausen zu Kleinballhausen | |
| Regierungsbezirk Erfurt    | Worbis                  | Gutsbesitzer Peter zu Rüdigershagen                                                         | |
| Regierungsbezirk Erfurt    | Worbis                  | Kreisdeputierter Wilko Levin Graf von Wintzingerode zu Bodenstein                           | |
| Regierungsbezirk Erfurt    | Ziegenrück              | Landrat Ludwig Franz von Breitenbauch zu Burg Ranis                                         | |
| Regierungsbezirk Erfurt    | Ziegenrück              | Rittergutsbesitzer Herrmann Freiherr von Erffa zu Wernburg                                  | |